# Kathy Jennings

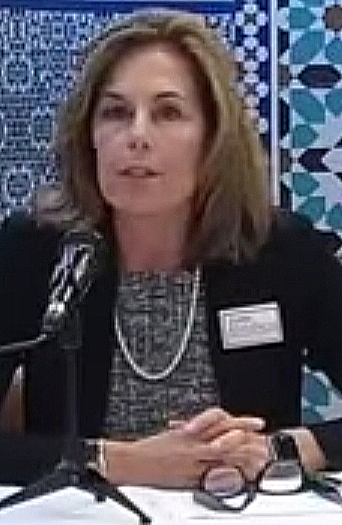
Kathy Jennings (2018)

Kathleen Jennings (* 1952 oder 1953 in Wilmington, Delaware) ist eine amerikanische Juristin und Politikerin, die als Attorney General von Delaware amtiert. Sie ist Mitglied der Demokratischen Partei.

## Leben
Jennings erwarb einen Bachelor of Arts an der University of Delaware und einen Juris Doctor an der Villanova University School of Law.
Sie arbeitete 20 Jahre lang für das Delaware Department of Justice als Staatsanwältin und stellvertretende Generalstaatsanwältin. Neben anderen Fällen verhandelte sie erfolgreich gegen den Serienmörder Steven Brian Pennell. 1995 eröffnete sie zusammen mit Charles Oberly ihre eigene Anwaltskanzlei.
Jennings fungierte ein Jahr lang als Chief Administrative Officer für New Castle County. Im Januar 2018 trat sie zurück, um für das Amt des Generalstaatsanwalts von Delaware zu kandidieren. Sie besiegte den Republikaner Bernard Pepukayi in der Wahl, und wurde am 1. Januar 2019 im Amt vereidigt.